# Undi
Undi – wieś w Estonii, w prowincji Tartu, w gminie Vara.